# Agarak (Syunik)
Pour les articles homonymes, voir Agarak (homonymie).
Agarak (en arménien Ագարակ) est une communauté rurale du marz de Syunik en Arménie. En 2008, elle comptait 179 habitants.